# Katma Tui
Katma Tui es una superheroína ficticia de DC Comics, una extraterrestre del planeta Korugar y miembro de la fuerza policial intergaláctica conocida como Green Lantern Corps. Ella es una sucesora de Green Lantern del supervillano Sinestro y predecesora de la hija de Sinestro, Soranik Natu.

## Historial de publicaciones
Katma Tui apareció por primera vez en Green Lantern de DC Comics (vol. 2) #30 (julio de 1964), y fue creada por el escritor John Broome y el artista Gil Kane.

## Historia
Katma Tui proviene del planeta Korugar, en una porción del espacio que fue designada como el Sector Espacial 1417 por los Guardianes del Universo, los extraterrestres del planeta Oa que supervisan y administran a los Green Lantern Corps. Korugar también fue el planeta natal del renegado ex Linterna Verde Sinestro, quien utilizó sus poderes para esclavizar al planeta y gobernar como tirano sin que los Guardianes lo supieran. Tui lideró una rebelión contra Sinestro e incluso testificó en su contra ante los Guardianes, quienes apresaron a Sinestro en el universo de antimateria, en el planeta Qward. El Linterna Verde Tomar Re nominó a Tui como Linterna del Sector Espacial 1417 en reemplazo de Sinestro y ella aceptó. Sin embargo, la gente de Korugar ahora veía a los Linternas Verdes como un símbolo de opresión y dolor, y consideraban a Tui un monstruo por unirse a ellos. En la actualidad, Tui es conocida entre su gente como "La Perdida".
En su primera misión, que ocurrió durante su período de prueba como LV, Tui y el científico korugarano Imi Kahn destruyeron a una criatura espacial similar a una ameba gigante que amenazaba Korugar. Tui y Kahn se enamoraron y Tui decidió abandonar los Corps, pero Hal Jordan, el Linterna Verde de la Tierra, empleó un truco para convencerla de no hacerlo.
Tui se convirtió en una Linterna Verde ejemplar a lo largo de un gran número de aventuras que incluyen la fuga de los prisioneros del planeta-cárcel de los Guardianes; su lucha contra la influencia telepática del alienígena Ffa’rzz the Mocker; su secuestro por parte de un grupo de terroristas que la confundió con Carol Ferris, la amada de Hal Jordan; la guerra contra Krona, Nekron, los Armeros de Qward, y los Anti-Green Lantern Corps; su búsqueda de un Linterna Verde para el área espacial conocida como la Profundidad Obsidiana y su encuentro con Rot Lop Fan, a quien encargaría esta responsabilidad; la derrota de la entidad extradimensional conocida como Maaldor, que había aislado a los LVs de la Batería Central en Oa que les otorgaba su poder; el acontecimiento fundamental conocido como Crisis en Tierras Infinitas (Crisis on Infinite Earths); nuevos enfrentamientos con Sinestro; etc.
Tui se enfureció cuando Hal Jordan renunció a los Corps por Carol Ferris, ya que Jordan la había convencido de dejar a Imi Kahn por los Corps. Cuando inicialmente John Stewart rechazó la oferta de reemplazar a Jordan como Linterna Verde de la Tierra, Tui proyectó sobre él su furia contra Jordan y lo tachó de cobarde, haciendo que Stewart cambiara de idea. Eventualmente, Tui lo entrenaría y trabajaría con él en varias misiones. Al fin, ambos se enamoraron y se casaron.

### Muerte
Katma Tui fue asesinada por la villana Star Sapphire (Zafiro Estelar). Sapphire la atacó cuando estaba en su casa, sin poderes, y la cortó hasta causarle la muerte. El motivo fue demostrarle a Hal Jordan que podía hacerlo.

### Resurrección
Durante la serie Green Lantern: Mosaic, John Stewart transformó Mosaic en una nueva sociedad y se convirtió en el primer mortal en ascender a Guardián del Universo, pasando a ser conocido como el Maestro Constructor. Como recompensa por su nuevo nivel de entendimiento, John se reunió con Katma Tui, su difunta esposa. Sin embargo, la tragedia volvería a golpear ya que Hal Jordan, poseído por Parallax, destruyó a los Guardianes y a la Batería de Poder Central, despojando a John de sus nuevos poderes y de su esposa resucitada.
Puesto que existe un gran debate acerca de la continuidad de esta serie (con base en retcons en el argumento de Emerald Twilight (Crepúsculo Esmeralda)), no se sabe si la breve resurrección de Katma es considerada dentro de la continuidad o no.

## Juramento
Originariamente, Katma Tui no realizaba ningún juramento, pero más tarde pronunció el mismo por el que Hal Jordan era conocido en Green Lantern (vol. 2) N° 193 (octubre de 1985):
"En el día más claro, en la noche más oscura,
 ningún mal escapará a mi vista,
 que quienes adoran el poder del mal,
 teman a mi poder, ¡la luz de Linterna Verde!"

## Apariciones en otros medios
- Katma Tui tiene una breve aparición sin hablar en el episodio de Superman: la serie animada, "In Brightest Day...".[8]
- Katma Tui aparece en el episodio de la Liga de la Justicia, "Hearts and Minds", con la voz de Kim Mai Guest. Esta versión entrena a nuevos reclutas de los Lanterns, similar a Kilowog, y se presenta como uno de los miembros más antiguos de los Lanterns.
- Katma hace una aparición sin hablar en el episodio de Liga de la Justicia Ilimitada, "The Return", con muchos otros Green Lanterns que vienen a matar a Amazo por aparentemente destruir a Oa. Como la mayoría de los Lanterns en este episodio, luce un cambio de diseño, puramente por motivos estéticos, según el comentario del DVD.
- Otra versión del personaje aparece en el episodio de Duck Dodgers, "The Green Loontern", con la voz de Tara Strong. Ella es una líder entre los miembros del Cuerpo, pero tiene la dudosa impresión de que necesita la ayuda de Dodgers para salvar el día.[9]
- Katma Tui hace un cameo en el episodio de Batman: The Brave and the Bold,  "Day of the Dark Knight!".